# Гайдукова Слобідка
Гайдукова Слобідка (біл. вёска Гайдукова Слабодка) — село в складі Червенського району Мінської області, Білорусь. Село підпорядковане Рованичівській сільській раді, розташоване в центральній частині області.